# Régie des transports de l'Aisne
Pour les articles homonymes, voir RTA.
La Régie Régionale des Transports de l'Aisne (RTA) est un Établissement public rattaché au conseil régional des Hauts-de-France. Elle assure essentiellement le transport scolaire et lignes régulières pour sa collectivité territoriale de tutelle.

## Histoire
La loi du 12 juillet 1865 permet la construction de lignes de chemin de fer d’intérêt local et encourage certains notables de l'Aisne à concevoir un projet de ligne ferroviaire pour relier la ville de Guise à celle de Saint-Quentin.
Ainsi, le 18 août 1868, le conseil général de l’Aisne concéda cette ligne ferroviaire à la « compagnie du chemin de fer de Saint-Quentin à Guise ». Elle fut déclarée d’utilité publique le 15 août 1870. Cette ligne fut ouverte le 23 mai 1874 pour sa première partie et en août 1875 pour le dernier tronçon. Elle était longue de 40 kilomètres, elle desservait 14 communes.
En 1905, le Conseil d’Administration de la compagnie était favorable à une politique d’extension. La compagnie créa une filiale, la « Compagnie des Chemins de Fer Départementaux de l’Aisne ». Cette société va exploiter 200 kilomètres de lignes nouvelles jusqu’en 1922. À cette date les deux sociétés fusionnent pour donner naissance à la « Compagnie des Chemins de Fer du Nord-Est ». La Seconde Guerre mondiale va porter un coup au réseau ferré du département. De plus les nouvelles conditions économiques ainsi que la concurrence routière rendent l'exploitation du chemin de fer aléatoire.
Ainsi, les pouvoirs publics décident de créer la Régie Départementale des Transports de l’Aisne en octobre 1950 pour exploiter les chemins de fer du département et répondre à la demande du transport en commun. La RTA était alors une régie départementale directe.
En octobre 1981, la RTA abandonne son activité ferroviaire car le trafic a considérablement diminué depuis sa création. La SNCF reprend le réseau ferré de la RTA. Grâce à l'initiative du conseil général de l'Aisne, la RTA devient un EPIC (Établissement Public à Caractère Industriel et Commercial) le 1er janvier 1983.
En septembre 2017, à la suite de la récupération de la capacité transport du « Situs » (Syndicat Intercommunal des Transports Urbains Soissonnais) et du « Tul » (Transport Urbain Laonnois). La RTA effectue ses transports scolaires par autocar avec d'autres compagnies de transport scolaire. Elle effectue toujours son transport scolaire départemental.

## Trafic
| Type de personnes | Nombre d'utilisateurs |
| ----------------- | --------------------- |
| Voyageur          | 15 000                |
| Élèves            | 9 490                 |
| Total             | 24 490                |

## Véhicules
Irisbus Karosa (Récréo) (sans AdBlue) → En 11,80 m / 12 m. Les deux en 59 places, sans PMR (PMR = Personne à mobilité réduite). Non Climatisé.
Temsa Tourmalin (euro 4) (sans AdBlue) → En 13 m, 59 places ou 63 places, sans PMR, non climatisé.
Irisbus Récréo (euro 4/5/eev) (avec AdBlue) → En 11,90 m, en 55 places avec PMR. Ou en 13m 61/63 places sans PMR. Non climatisé (seulement 1 ou 2 véhicules climatisé).
Irisbus Arway (euro 4) (avec AdBlue) → En 13 m, 63 places avec 2 places PMR, climatisé
Iveco Crossway (euro 6) (avec AdBlue) → En 12,10 m, 55 places avec PMR, climatisé. Aussi en 13m 63 places avec PMR, non climatisé.
VDL Bova → En 13 m, 59 places, sans PMR, climatisé, avec toilettes
Temsa Safari → En 13 m, 59 place, sans PMR, climatisé, avec toilettes.
Setra S516HD (euro 6) (avec AdBlue) → En 13 m, 49 places ou 59 places, sans PMR, climatisé, avec toilettes.
MAN Lion's Intercity → En 13 m, 59 places, sans PMR, non climatisé.